# Caminant entre dinosaures
Caminant entre dinosaures (Walking with Dinosaurs) és una sèrie de televisió en sis parts produïda el 1999 per la BBC. La sèrie va utilitzar efectes especials creats amb ordinador per a recrear la vida del Mesozoic, i mostrà els dinosaures en una manera que només havia estat explorada per Parc Juràssic sis anys abans. La sèrie va ser un èxit científic i comercial, i tingué com a consellers científics alguns paleontòlegs com Peter Dodson, Peter Larson o James Farlow. La seva influència en el procés de filmació es veu en Caminant entre Dinosaures - Com es va fer.
En una llista dels 100 Programes de Televisió Britànics més Importants feta pel British Film Institute el 2000 amb vots de professionals de la indústria, Caminant entre Dinosaures quedà 72è. Segons el Llibre Guinness dels rècords, és la sèrie documental més cara per minut.
El 2000 la sèrie va ser complementada per un epidosi especial (Allosaurus: A Walking With Dinosaurs Special) que té lloc al període Juràssic. Amb el mateix estil, es va fer una seqüela anomenada Caminant entre Bèsties, a l'era Cenozoica. Aquesta sèrie mostrava aus i mamífers extints com el Gastornis o l'Indricotherium. La tercera entrega fou Caminant entre Cavernícoles, un documental sobre els nostres avantpassats. El 2005, es produí Walking with Monsters:Life Before Dinosaurs.
També amb el mateix estil, es feu una sèrie en tres capítols coneguda com a "Sea Monsters", on Nigel Marven viatja enrere en el temps als set mars més perillosos de tots els temps.

## Episodis

### Sang nova
Fa 220 milions d'anys - Triàsic Superior; Arizona
Lloc de rodatge: Nova Caledònia
Condicions: Semidesèrtiques amb una curta estació de pluges. A l'episodi, les pluges arriben tard.
- Coelophysis (teròpode)
- Peteinosaurus (pterosaure)
- Placerias (dicinodont)
- Plateosaurus (prosauròpode)
- Postosuchus (arcosaure basal)
- Thrinaxodon (cinodont)

### Temps dels titans
Fa 152 milions d'anys - Juràssic Superior; Colorado
Lloc de rodatge: Redwood National Park, Xile, Tasmània i Nova Zelanda.
Condicions: Càlides amb boscos i sabanes.
- Allosaurus (teròpode)
- Anurognathus (pterosaure)
- Brachiosaurus (sauròpode)
- Diplodocus (sauròpode)
- Ornitholestes (teròpode)
- Stegosaurus (ornitisqui)

### Mar cruel
Fa 149 milions d'anys - Juràssic Superior; Oxfordshire
Llocs de rodatge: Bahames, Nova Caledònia
Condicions: Mar tropical somer amb petites illes.
- Cryptoclidus (plesiosaure)
- Eustreptospondylus (teròpode)
- Hybodus (tauró)
- Liopleurodon (pliosaure)
- Ophthalmosaurus (ictiosaure)
- Rhamphorhynchus (pterosaure)

### Gegant dels cels
Fa 127 milions d'anys - Cretaci Inferior; Oceà Atlàntic primitiu (Brasil, Cantàbria)
Lloc de rodatge: Nova Zelanda, Tasmània
Condicions: Mar i línia costera
- Iberomesornis (ocell primitiu)
- Iguanodon (ornitisqui)
- Ornithocheirus (pterosaure)
- Polacanthus (ornitisqui)
- Tapejara (pterosaure)
- Utahraptor (teròpode)

### Esperits del bosc glaçat
Fa 106 milions d'anys - Cretaci Inferior; Antàrtida, Sud-amèrica i Austràlia.
Lloc de rodatge: Nova Zelanda
Condicions: Bosc dominat per notofagàcies i podocarpàcies, molt proper al pol Sud.
Allosaurus
Koolasuchus (amfibi temnospòndil)
Leaellynasaura (ornitisqui)
Muttaburrasaurus (ornitisqui)
Steropodon (monotrema)

### Mort d'una dinastia
Fa 65 milions d'anys - Cretaci Superior; Idaho.
Lloc de rodatge: Xile, Nova Zelanda
Condicions: Sabanes i boscs, afectats per vulcanisme.
Anatotitan (ornitisqui)
Ankylosaurus (ornitisqui)
Didelphodon (marsupial)
Dromaeosaurus (teròpode)
Quetzalcoatlus (pterosaure)
Torosaurus (ornitisqui)
Tyrannosaurus (teròpode)